# Тулин, Эльса
Эльса Харриет Тулин, урождённая Сакс (швед. Elsa Harriet Thulin; 19 января 1887, Стокгольм — 29 марта 1960, там же) — шведская переводчица художественной литературы.

## Биография
Эльса Сакс родилась в 1887 году в Стокгольме. Она была старшей из шестерых детей Людвига и Берты Сакс. Окончив школу, Эльса поступила в Уппсальский университет, где изучала английский, немецкий и романские языки, и закончила его в 1908 году со степенью бакалавра. В 1910 году она вышла замуж за Джона Тулина. У супругов родились двое детей.
Эльса Тулин начала заниматься переводом, когда ей было около 20 лет. Основным её языком был французский, и она впервые познакомила шведских читателей с рядом франкоязычных авторов, включая Альбера Камю, Андре Жида и Андре Моруа. За свои заслуги перед культурой Франции она была награждена орденом Академических пальм и Орденом Почётного легиона. Помимо французского, она также переводила с итальянского (в том числе несколько произведений Луиджи Пиранделло), норвежского и датского.
В 1954 году Эльса Тулин инициировала создание Шведской ассоциации переводчиков (Svenska Översättarförbundet) и стала первым её президентом. В 1956 году она получила премию Шведской академии за лучший перевод. В честь Эльсы Тулин как одного из наиболее выдающихся переводчиков Швеции в 1960 году была учреждена премия её имени (Elsa Thulins översättarpris), вручаемая переводчикам художественной литературы. Первым лауреатом премии стала она сама.
Эльса Тулин умерла в 1960 году в Стокгольме. Одна из крупнейших французских газет, Le Figaro, опубликовала некролог её памяти. Книги в переводах Эльсы Тулин продолжают переиздаваться в Швеции.